# Zoltán Vadász

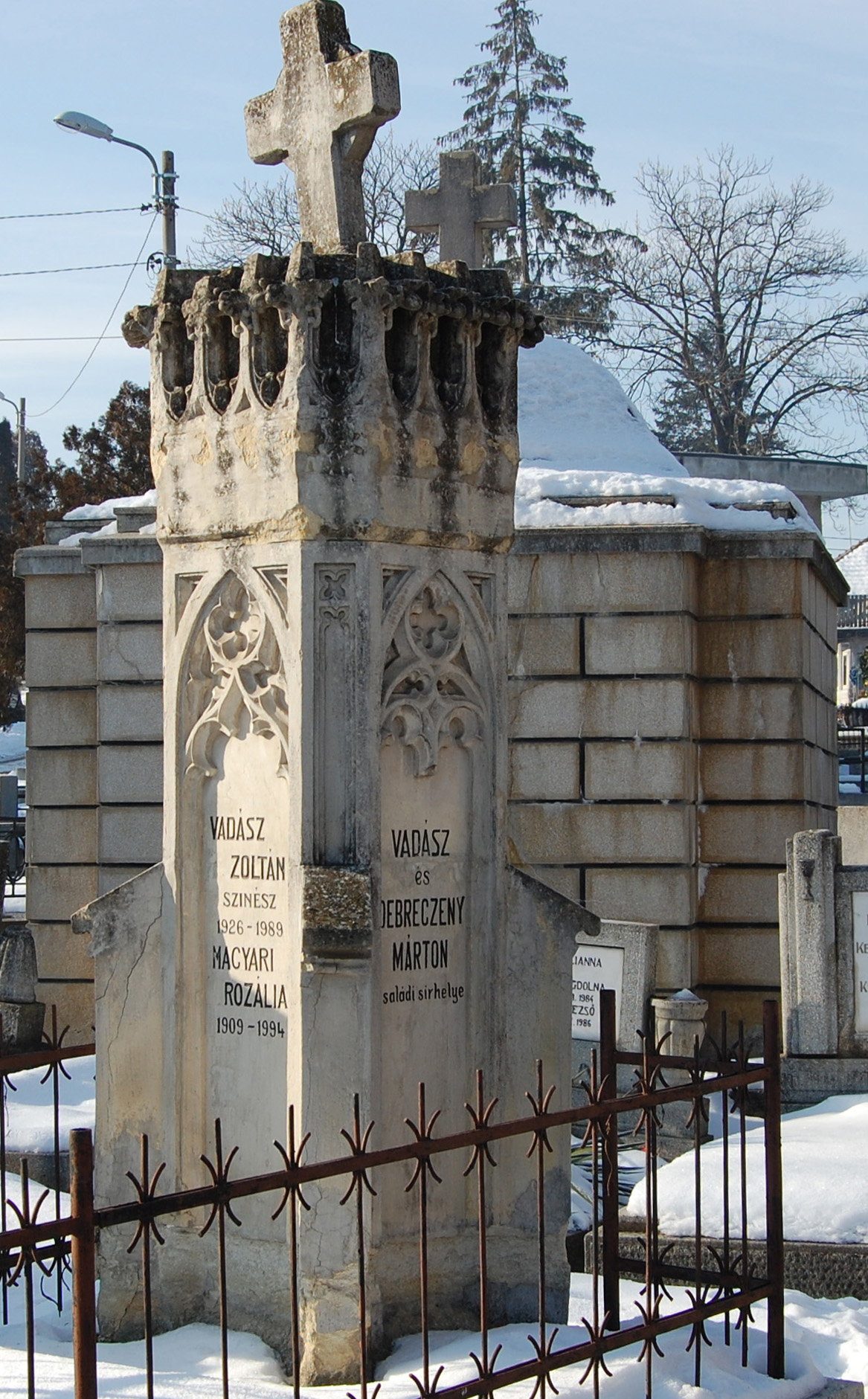
Mormântul lui Zoltán Vadász din Cimitirul Hajongard din Cluj

Zoltán Vadász (n. 22 iulie 1926, Gârbou, Sălaj, România – d. 19 noiembrie 1989, Cluj-Napoca, România) a fost un actor român de etnie maghiară. A făcut parte din trupele Teatrului din Sfântu Gheorghe (1951–1956), Teatrului de Stat din Oradea (1956–1960) și Teatrului Maghiar de Stat din Cluj (1960–1987). A jucat, de asemenea, în numeroase filme românești și maghiare.

## Biografie
S-a născut la 22 iulie 1926 în satul Gârbou din județul Someș (azi în județul Sălaj); bunicul său era fabricant de cazane. A jucat în spectacolele teatrale de amatori ale elevilor Școlii Secundare Comerciale din Gherla. În timpul celui de-al Doilea Război Mondial, la vârsta de șaptesprezece ani, a fost capturat de sovietici și deportat ca prizonier de război în Uniunea Sovietică, unde a fost ținut trei ani și jumătate, timp în care a făcut parte dintr-un grup umoristic. Anii războiului i-au rămas permanent în memorie, iar Vadász a avut coșmaruri toată viața. În 1948 a jucat în trupa teatrală de amatori a Uniunii Populare Maghiare din Dej, aflată sub conducerea dr. Kálmán Karády.
Un grup de artiști maghiari, printre care s-a aflat și Endre Senkálszky, a efectuat în acel an un turneu național în căutare de talente și i-au recomandat lui Vadász să dea admitere la Institutul Maghiar de Artă din Cluj. Vadász a picat la prima încercare, dar a fost admis în anul următor. A urmat un an de studii la Institutul Maghiar de Artă din Cluj, unde i-a avut colegi pe Alajos Ács, András Csiky, Emma Elekes, Béla Köllő, István Török și András Vándor. Cu toate acestea, el a fost exmatriculat din institut înainte de sfârșitul primului an de studii. S-a întors în orașul Dej, unde a lucrat o perioadă la un ziar, iar apoi, în 1951, prin intervenția profesorilor Ferenc Delly și Géza Imrédy, a fost angajat actor la Teatrul Popular Maghiar de Stat din Sfântu Gheorghe, care era condus atunci de Andor Bokor. Conform propriilor afirmații, a învățat actoria de la regizorul József Ligeti (1897–1985), care „și-a impus viziunea sa asupra personajului”. În 1956 s-a căsătorit cu actrița Erzsébet Lázár (n. 1932), cu care a avut o fiică, Emese, (n. 3 octombrie 1959, Oradea).
După cinci ani de stagiu la Sfântu Gheorghe, Zoltán Vadász a câștigat împreună cu unii colegi premiul I la un concurs de teatru pentru tineri, care a fost organizat la Oradea, și a primit oferte să joace la teatrele maghiare din Oradea și Timișoara. Vadász a făcut parte în perioada 1956–1960 din trupa maghiară (Szigligeti Társulat) a Teatrului de Stat din Oradea, iar, după mutarea regizorului Ottó Rappaport la Cluj, s-a transferat la Teatrul Maghiar de Stat din Cluj, unde a jucat începând din 1960 și până la pensionarea sa în 1987. Acolo a colaborat foarte bine cu regizorul György Harag, care a modelat ferm interpretările rolurilor pe care le-a jucat Vadász. Soția sa l-a urmat la Cluj, unde a obținut roluri minore în comparație cu cele jucate pe scena din Oradea.
Familia Vadász a locuit 15 ani în Piața Széchenyi din Cluj, iar mai apoi a cumpărat un teren pe strada Rákóczi, unde a construit, împreună cu arhitectul János Sóvágó, prietenul din copilărie din Dej al actorului, o casă din piatră și bârne în stilul transilvanist specific lui Károly Kós, care înglobează elemente de influență românească, maghiară și săsească. Casa familiei, care avea și o cramă, a fost vizitată de personalități artistice maghiare precum Tamás Major, Ferenc Bessenyei, György Ónodi, Ferenc András, György Harag și Sándor Héjja. Actorul a combinat viața artistică cu viața simplă de familie, preferând în timpul liber să lucreze în grădină (vara) sau în atelier (iarna), unde confecționa diferite obiecte de bricolaj.
Zoltán Vadász a murit în 19 noiembrie 1989 la Cluj-Napoca, cu puțină vreme înainte de Revoluția Română din 1989, și a fost înmormântat în cimitirul Hajongard, fiind condus pe ultimul drum de sute de oameni. Mormântul lui se află în spatele mormântului lingvistului maghiar Sámuel Brassai (d. 1897).
Fiica actorului, Emese, soțul ei, care era pastor reformat, și cei doi copii ai lor (Hunor și Előd) au emigrat în Ungaria la scurtă vreme după moartea lui, iar văduva lui Vadász i-a urmat acolo un an sau doi mai târziu. Soțul lui Emese s-a angajat ca pastor într-un sat din apropierea graniței, iar familia lor s-a mutat apoi la Debrețin, unde Emese a obținut o diplomă de licență în psihologie, la Siófok și în cele din urmă, în 2009, la Budapesta. Emese a devenit interesată de artele plastice în perioada cât a făcut terapie ocupațională pentru pacienții unui spital și a realizat câteva expoziții proprii de sculptură și pictură.

## Activitatea artistică
Zoltán Vadász a interpretat numeroase roluri principale din dramaturgia maghiară și universală precum Rică Venturiano din O noapte furtunoasă de Ion Luca Caragiale, Aleksei din Tragedia optimistă de Vsevolod Vișnevski, István Kopjáss din Rubedeniile de Zsigmond Móricz, Hefaistos din Prometeu de Victor Eftimiu, dr. Tomas Stockmann din Un dușman al poporului de Henrik Ibsen–Arthur Miller, Vincze din Strada îngerilor șchiopi de Tibor Bálint, Nagelschmidt din Floriile unui geambaș de András Sütő, Luka din Azilul de noapte de Maxim Gorki și Marco din Vedere de pe pod de Arthur Miller. A jucat în numeroase piese de teatru, făcându-se remarcat prin talentul său ca un actor dramatic original și apoi ca actor de compoziție. Interpretarea sa emana o forță elementară, care-i permitea să creeze personaje variate și colorate. A recitat adesea pe scenă poezii lirice.
În afara activității teatrale, Zoltán Vadász a apărut, de asemenea, în numeroase filme românești și ungurești. A debutat ca actor de film în anul 1968 în Tiltott terület (1969) și a jucat o vreme doar în filme ungurești realizate de regizori maghiari prestigioși precum Ferenc Kósa, Pál Gábor sau Zoltán Várkonyi, iar mai apoi a început să fie distribuit și în filme românești precum Pintea (1976), Tănase Scatiu (1976), Buzduganul cu trei peceți (1977), Profetul, aurul și ardelenii (1978), Vlad Țepeș (1979), Ultima frontieră a morții (1979), Pruncul, petrolul și ardelenii (1981), Castelul din Carpați (1981) și Horea (1984). A contribuit în mod regulat în calitate de prezentator la deschiderea expozițiilor de artă plastică organizate în Galeria Korunk.

## Distincții
- Medalia Muncii (16 decembrie 1972) „pentru merite deosebite în opera de construire a socialismului, cu prilejul aniversării a 25 de ani de la proclamarea Republicii”[11]

## Roluri în piese de teatru
- Operett-est (compilație din mai multe spectacole de operetă, 1959) — Filip
- Útmenti almafa (Hazánk költészete) (recital de poezie, 1957) — interpret
- Nikolai Aduev – Vladimir Șcerbaciov: Dohányon vett kapitány — Mouton, bucătarul hotelului
- István Asztalos: Pisica neagră — Lukács Pál
- Tibor Bálint: Strada îngerilor șchiopi [A sánta angyalok utcája] — Vincze
- Ion Luca Caragiale: O noapte furtunoasă — Rică Venturiano
- László Csiki: Casa bătrânească — tatăl
- Lucia Demetrius: Trei generații — Pavel, muncitor
- Gherase Dendrino: Lăsați-mă să cânt — Lengheriu, director român de liceu
- Dorel Dorian: Dacă vei fi întrebat — Traian Armașu, inginer
- Victor Eftimiu: Prometeu — Hefaistos
- Paul Everac: Explozie întârziată — Vintilă Gîrțu
- Nikolai Gogol: Revizorul — Osip, servitorul lui Hlestakov
- Carlo Goldoni: Hangița — contele d'Albafiorita
- Maxim Gorki: Azilul de noapte — Luka
- Jaroslav Hašek: Peripețiile bravului soldat Švejk — comandantul
- Herman Heijermans: Bună speranță — Károly
- Jenő Heltai: Cavalerul mut — Matia, regele Ungariei
- Sándor Huszár: Înălțarea nu va avea loc — Jóska Kovács
- Henrik Ibsen–Arthur Miller: Un dușman al poporului — dr. Tomas Stockmann
- József Katona: Banul Bánk — Andrei al II-lea, regele Ungariei
- Arthur Miller: Vedere de pe pod — Marco
- Zsigmond Móricz: Chef boieresc — Lekenczey
- Zsigmond Móricz: Rubedeniile — István Kopjáss / Péterffy
- Aleksandr Ostrovski: Fata fără zestre — Paratov
- Géza Páskándi: Tornyot választok — Koldus
- Erich Maria Remarque: Lângă Poarta Brandenburg — Schmidt
- Jean-Paul Sartre: Diavolul și bunul Dumnezeu — Heinrich
- William Shakespeare: Îmblânzirea scorpiei — Tranio
- William Shakespeare: Poveste de iarnă — Antigonus
- William Shakespeare: Romeo și Julieta — Capulet
- Magda Simon: Nuntă mare — Károly Rácz Sr.
- Aleksandr Stein: O chestiune personală — Hlebnikov
- Johann Strauss: Voievodul țiganilor — Pali
- András Sütő: Cain și Abel — Adam
- András Sütő: Floriile unui geambaș — Nagelschmidt
- András Sütő: Nunta de la Susa — Bétisz
- András Sütő: O stea pe rug — inchizitorul șef Ory
- Sándor Tomcsa: Az utolsó szalmaszál — Ervin Gaskó
- Vsevolod Vișnevski: Tragedia optimistă — Aleksei, marinar cl. I

### Teatru radiofonic
- Károly Kós: Neamul Varjú — lt. László Maksai[12]

## Filmografie
- Tiltott terület (1969) — Ádám Hoffer
- Mérsékelt égöv (1970) — Bálint
- Szemtöl szemben (1970) — Imre Rózsás
- Szép magyar komédia (1970)
- Sentința (1970)
- Rózsa Sándor (serial TV, 1971) — Samu Török
- Horizont (1971) — tov. Hajdú
- Makra (1972) — Károly Dénes
- Holnap lesz facan (1974)
- Pintea (1976) — badea Toader Inău, țăran bătrân bejenit din locurile natale
- Tănase Scatiu (1976) — ministrul găzduit de Tănase Scatiu
- Buzduganul cu trei peceți (1977) — căpitanul Albert Király, nobil secui, comandantul unei oști de mercenari
- Profetul, aurul și ardelenii (1978) — colonelul confederat J. Anderson
- 80 de husari (1978) — husarul Öreg
- Vlad Țepeș (1979)
- Ultima frontieră a morții (1979) — Vălean
- Angi Vera (1979) — bătrânul partizan
- Élve vagy halva (1980) — meșterul Kampfl
- Pruncul, petrolul și ardelenii (1981) — Péter Orbán, fermierul maghiar vecin al fraților Brad
- Castelul din Carpați (1981) — boierul Radu Gorj
- A legnagyobb sürüség közepe (film TV, 1982) — tatăl
- Țapinarii (1982)
- Un petic de cer (1984) — Moise Pleșanu, maistru hidrotehnician, prieten vechi al ing. Borza
- Lișca (1984) — bețiv
- Horea (1984) — țăranul maghiar Gyuri Vak, participant la Răscoala lui Horea, Cloșca și Crișan
- Hosszú vágta (1984) — Sarkany
- Eroii n-au vârstă (serial TV, 1984)
- Tüske a köröm alatt (1988)
- Cine are dreptate? (1990) — Lambru

## Galerie

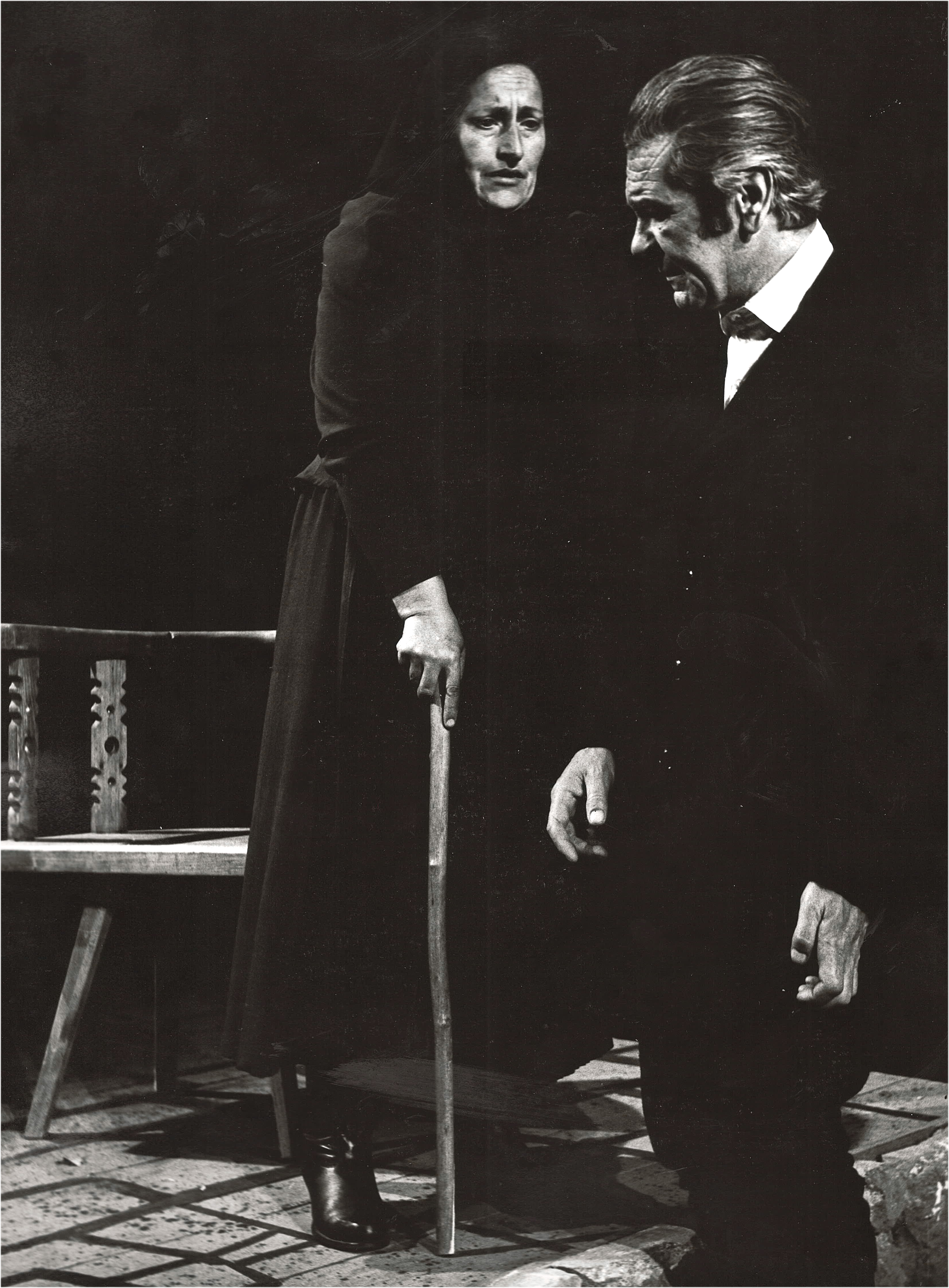
Lujza Orosz și Zoltán Vadász. Fotografie realizată de Ferenc Csomafay
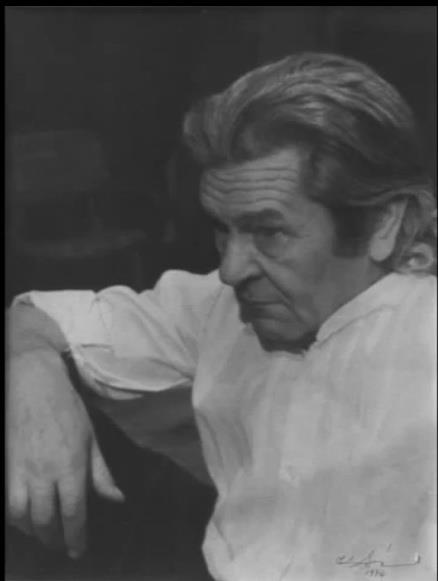
Zoltán Vadász. Fotografie realizată de József Kabán